# Rajd 1000 minut 1972
Rajd der 1000 Minuten 1972 (9. Rallye der 1000 Minuten) – 9. edycja rajdu samochodowego Rajd der 1000 Minuten rozgrywanego w Austrii. Rozgrywany był od 13 do 15 października 1972 roku. Była to dwudziesta pierwsza runda Rajdowych Mistrzostw Europy w roku 1972 oraz kolejna runda Rajdowych Mistrzostw Austrii.

## Klasyfikacja rajdu
| Miejsce                      | Kierowca                     | Pilot                        | Samochód                     | Czas                         | Strata                       |                              |
| Klasyfikacja generalna i ERC | Klasyfikacja generalna i ERC | Klasyfikacja generalna i ERC | Klasyfikacja generalna i ERC | Klasyfikacja generalna i ERC | Klasyfikacja generalna i ERC | Klasyfikacja generalna i ERC |
| ---------------------------- | ---------------------------- | ---------------------------- | ---------------------------- | ---------------------------- | ---------------------------- | ---------------------------- |
| 1.                           | Raffaele Pinto               | Gino Davenport               | Fiat 124 Spider              | 1:34:44                      | 0.0                          |                              |
| 2.                           | Günther Janger               | Harald Gottlieb              | Volkswagen Käfer 1302 S      | 1:36:26                      | +1:42                        |                              |
| 3.                           | Herbert Grünsteidl           | Georg Hopf                   | BMW 2002 Ti                  | 1:36:51                      | +2:07                        |                              |
| 4.                           | Maurizio Verini              | Bruno Scabini                | Fiat 124 Sport Spider        | 1:38:03                      | +3:19                        |                              |
| 5.                           | Gernot Fischer               | Wolfgang Tazl                | Volkswagen Käfer 1302 S      | 1:38:35                      | +3:51                        |                              |
| 6.                           | Wilhelm Bisek                | Helmut Neverla               | Volkswagen Käfer 1302 S      | 1:41:51                      | +7:07                        |                              |
| 7.                           | Donatella Tominz             | Gabriella Mamolo             | Fiat 124 Abarth Spider       | 1:43:19                      | +8:35                        |                              |
| 8.                           | Victor Dietmayer             | Oswald Schurek               | BMW 2002 Tii                 | 1:45:20                      | +10:36                       |                              |
| 9.                           | Georg Fischer                | Hans Siebert                 | Volkswagen Käfer 1302 S      | 1:46:23                      | +11:39                       |                              |
| 10.                          | Horst May                    | Helmut Mikes                 | BMW 2002 Tii                 | 1:55:15                      | +20:31                       |                              |